# Нигде (вилает)
Нигде (на турски: Niğde, произношение на турски Нииде) е вилает в Южноцентрална Турция. Административен център на вилаета е едноименния град Нигде.
Вилает Нигде е с население от 365 812 жители (оценка от 2006 г.) и обща площ от 7312 кв. км. Разделен е на 6 общини.

## Население
Численост на населението според преброяванията през годините:
| Година | Численост |
| 1990   | 301 691   |
| 2000   | 348 081   |
| 2011   | 337 456   |